# Bengals Brescia 2019
Questa voce raccoglie le informazioni riguardanti i Bengals Brescia nelle competizioni ufficiali della stagione 2019.

## Roster
| Roster dei Bengals Brescia (2019) |
| --- |
| Quarterback - 18 Daniele Turotti Running Back - 13 Enrico Barbi - 49 Ronny Barbolla Wide Receiver - 17 Gianmarco Bertoglio - 5 Matteo Gaggiotti - 4 Riccardo Grespan - 81 Simone Pedrini - 10 Giacomo Tinti Offensive Linemen - 53 Francesco Calabrese - 71 Roberto Lira - 59 Michele Maiolini - 66 Alberto Merli - 77 Eugeniu Onei - 72 Roberto Perina Defensive Linemen - 96 Seni Balde - 97 Alberto Brocchetta - 90 Simone Gottardo - 55 Sergio Leoni - 99 Luca Manfredi - 86 Carlos Olivo - 54 Andrea Pini - 47 Marco Rossi Linebacker - 8 Andrea Dainesi - 40 Marco Favero - 44 Gualtiero Ferrari - 32 Marco Schinetti Defensive Back - 15 Lorenzo Bassani - 16 Stefano de Giovanni - 24 Paolo Heida - 25 Federico Quarella - 25 Francesco Quarella - 26 Aly Zyad Special Team - 41 Marco Scarpolini K Coaching staff Umberto Maggini (HC/OC) · Gianluca Ottenio (DC) · Michele Viviani (ST) · Fabio Zanotti (OL) · Luiz Eduardo Ruvalcaba Nava (DL) · Luca Zammarchi (WR) · Andrea Milesi (RB) · Nicola Pasquali (DB) |

## Seconda Divisione FIDAF 2019

### Stagione regolare
| Palermo 3 marzo 2019, ore 14:01 | Sharks Palermo | 24 – 20 (7-0 6-6 0-7 11-7) referto | Bengals Brescia | C.S. Tommaso Natale (200 spett.)\| Arbitro: \| Cuppari \| |
| Arbitro:                        | Cuppari        |                                    |                 |                                                           |

| Brescia 9 marzo 2019, ore 20:30 | Bengals Brescia | 41 – 35 (14-12 7-15 6-0 14-8) referto | Gorillas Varese | Centro Sportivo "Enrico Chico Nova" (200 spett.)\| Arbitro: \| G. Rizzello \| |
| Arbitro:                        | G. Rizzello     |                                       |                 |                                                                               |

| Rivarolo Canavese 16 marzo 2019, ore 21:00 | Mastiffs Canavese | 13 – 55 (0-13 7-14 6-13 0-15) referto | Bengals Brescia | C.S. Grande Torino (100 spett.)\| Arbitro: \| A. Gentile \| |
| Arbitro:                                   | A. Gentile        |                                       |                 |                                                             |

| Brescia 6 aprile 2019, ore 20:30 | Bengals Brescia | 27 – 0 (7-0 0-0 7-0 13-0) referto | Blue Storms Busto Arsizio | Centro Sportivo "Enrico Chico Nova" (200 spett.)\| Arbitro: \| F. Garlaschi \| |
| Arbitro:                         | F. Garlaschi    |                                   |                           |                                                                                |

| Pero 13 aprile 2019, ore 18:00 | Rhinos Milano | 49 – 6 (14-6 28-0 7-0 0-0) referto | Bengals Brescia | Stadio Comunale Gianni Brera (80 spett.)\| Arbitro: \| P. Moglia \| |
| Arbitro:                       | P. Moglia     |                                    |                 |                                                                     |

| Brescia 27 aprile 2019, ore 20:30 | Bengals Brescia | 43 – 58 (14-17 14-21 7-7 8-13) referto | Skorpions Varese | Centro Sportivo "Enrico Chico Nova" (180 spett.)\| Arbitro: \| S. d'Amato \| |
| Arbitro:                          | S. d'Amato      |                                        |                  |                                                                              |

| Cernusco sul Naviglio 4 maggio 2019, ore 21:00 | Daemons Martesana | 35 – 14 (21-0 0-0 7-0 7-14) referto | Bengals Brescia | C.S. Gaetano Scirea (80 spett.)\| Arbitro: \| G. Rizzello \| |
| Arbitro:                                       | G. Rizzello       |                                     |                 |                                                              |

| Brescia 18 maggio 2019, ore 20:35 | Bengals Brescia | 35 – 14 (7-0 14-0 0-0 14-14) referto | Hammers Monza Brianza | Centro Sportivo "Enrico Chico Nova" (100 spett.)\| Arbitro: \| Camossa \| |
| Arbitro:                          | Camossa         |                                      |                       |                                                                           |

### Playoff
| Brescia 8 giugno 2019, ore 20:30 | Bengals Brescia | 49 – 14 (7-7 14-7 14-0 14-0) referto | Aquile Ferrara | Centro Sportivo "Enrico Chico Nova" (180 spett.)\| Arbitro: \| Camossa \| |
| Arbitro:                         | Camossa         |                                      |                |                                                                           |

| Pero 15 giugno 2019, ore 18:00 | Rhinos Milano | 49 – 0 (27-0 13-0 3-0 6-0) referto | Bengals Brescia | Stadio Comunale Gianni Brera (100 spett.)\| Arbitro: \| P. Moglia \| |
| Arbitro:                       | P. Moglia     |                                    |                 |                                                                      |

## Statistiche di squadra
| Competizione | %Vittorie | In casa | In casa | In casa | In casa | In casa | In casa | In trasferta | In trasferta | In trasferta | In trasferta | In trasferta | In trasferta | Totale | Totale | Totale | Totale | Totale | Totale |
| Competizione | %Vittorie | G       | V       | !N      | P       | Pf      | Ps      | G            | V            | N            | P            | Pf           | Ps           | G      | V      | N      | P      | Pf     | Ps     |
| ------------ | --------- | ------- | ------- | ------- | ------- | ------- | ------- | ------------ | ------------ | ------------ | ------------ | ------------ | ------------ | ------ | ------ | ------ | ------ | ------ | ------ |
| Campionato   | .500      | 4       | 3       | 0       | 1       | 146     | 107     | 4            | 1            | 0            | 3            | 95           | 121          | 8      | 4      | 0      | 4      | 241    | 228    |
| Playoff      | .500      | 1       | 1       | 0       | 0       | 49      | 14      | 1            | 0            | 0            | 1            | 0            | 49           | 2      | 1      | 0      | 1      | 49     | 63     |
| Totale       | .500      | 5       | 4       | 0       | 1       | 195     | 121     | 5            | 1            | 0            | 4            | 95           | 170          | 10     | 5      | 0      | 5      | 290    | 291    |

## Statistiche personali

### Marcatori
| Giocatore     | Ruolo | TD rush | TD recv | TD int | TD p.ret | TD k.ret | TD oth | Xp1  | Xp2 | FG  | Saf | Totale |
| ------------- | ----- | ------- | ------- | ------ | -------- | -------- | ------ | ---- | --- | --- | --- | ------ |
| G. Tinti      |       | 0+1     | 7+2     | 0+0    | 0+0      | 0+0      | 0+0    | 0+0  | 1+0 | 0+0 | 0+0 | 60     |
| Barbolla      |       | 3+1     | 1+0     | 0+0    | 0+0      | 0+0      | 0+0    | 15+7 | 0+0 | 0+0 | 0+0 | 52     |
| Fe. Quarella  |       | 5+1     | 2+0     | 0+0    | 0+0      | 0+0      | 0+0    | 0+0  | 2+0 | 0+0 | 0+0 | 52     |
| D. Turotti    |       | 7       | 0       | 0      | 0        | 0        | 0      | 0    | 4   | 0   | 0   | 48     |
| M. Gaggiotti  |       | 0+0     | 3+1     | 0+0    | 0+0      | 1+0      | 0+0    | 0+0  | 0+0 | 0+0 | 0+0 | 30     |
| R. Grespan    |       | 0+0     | 3+1     | 0+0    | 0+0      | 0+0      | 0+0    | 0+0  | 0+0 | 0+0 | 0+0 | 24     |
| G. Bertoglio  |       | 0       | 1       | 0      | 0        | 0        | 0      | 0    | 0   | 0   | 0   | 6      |
| M. Cristiano  |       | 1       | 0       | 0      | 0        | 0        | 0      | 0    | 0   | 0   | 0   | 6      |
| P. Heida      |       | 0       | 0       | 1      | 0        | 0        | 0      | 0    | 0   | 0   | 0   | 6      |
| M. Scarpolini |       | 0       | 0       | 0      | 0        | 0        | 0      | 6    | 0   | 0   | 0   | 6      |

### Passer rating
| Giocatore  | G   | Att    | Comp  | Int | Yds      | TD   | NFL   | NCAA   |
| ---------- | --- | ------ | ----- | --- | -------- | ---- | ----- | ------ |
| D. Turotti | 8+2 | 183+18 | 78+11 | 8+0 | 1347+264 | 17+4 | 90,62 | 138,12 |
| G. Tinti   | 2+2 | 2+12   | 0+3   | 0+1 | 0+64     | 0+0  | 16,37 | 45,54  |